# Gianni A. Sarcone
Gianni A. Sarcone (né le 20 mars 1962 à Vevey, en Suisse) est un artiste visuel et un auteur bilingue, spécialisé dans les domaines de la pensée visuelle et des mathématiques récréatives.
Il collabore, entre autres, avec Focus Junior (Italie), 
Rivista Magia (Italie), Brain Games (USA), et Tangente Magazine (France). 
Gianni A. Sarcone est également un designer et un chercheur avec une expérience trentenaire dans les domaines de la perception visuelle et des arts cinétiques.

## Recherche visuelle
G. Sarcone, faisant autorité dans le domaine de la perception visuelle, a été l’un des jurés lors de la 3e édition du concours Best Visual Illusion of the Year (Meilleure illusion de l’année), qui s’est déroulée à Sarasota (Floride, États-Unis). Deux de ses travaux de recherche sur les illusions Mask of Love et Autokinetic Illusion ont été nommés parmi les 10 meilleures illusions visuelles, respectivement des éditions 2011 et 2014 du Best Illusion of the Year Contest.
Parmi d'autres projets notables, il a créé et conçu une illusion visuelle "hypnoptique" qui a été utilisée dans le logo et la signalétique institutionnelle du 2014 Grec Festival of Barcelona, un événement culturel d'importance et d'avant-garde dans les domaines de la musique, de la danse et des représentations théâtrales.

## Projets éducatifs
G. Sarcone écrit et publie des livres éducatifs et des beaux livres illustrés en anglais, français et italien sur l’entraînement cérébral (brain training), les jeux perceptifs et le mécanisme de la perception visuelle. Il est le fondateur du projet éducatif archimedes-lab.org (en), un réseau d’experts spécialisés dans le développement de la créativité - pour lequel il a reçu de nombreuses récompenses et prix incluant le Scientific American 2003 Sci/Tech Web Award in Mathematics et des distinctions en provenance des États-Unis de : CNN Headline News, National Council of Teachers of Mathematics (NCTM), NewScientist.com, etc.

## Médias et Programmes TV
Certaines des œuvres de G. Sarcone telles que The Other Face of Paris ou Flashing Star sont diffusées de façon virale sur Internet. Ses travaux ont également été présentées sur plusieurs chaînes de télévision nationales et internationales, parmi lesquelles, citons : Rai 3 - Italie, RTL9 - France, TSR1 et TVRL - Suisse, et dans les séries télévisées suivantes :
- 'Nippon Television Network / NTV' (Japon): "Fukashigi" (2012).
- 'National Geographic Television' (États-Unis): "Brain Games Science" (2014).
- 'Beyhond Production' PTY LTD (Australie): "Wild But True" - Saison 1 (2014).
- "Masahiro Nakai’s Useful Library"[11], un programme TV très suivi au Japon (juin 2015).

### Livres parus récemment en anglais (2014-2017)
- Optical Illusions, QED Publishing, UK, 2017,  (ISBN 1784938475)
- You Can't Possibly Color This!, Moondance Press, USA, 2017,  (ISBN 1633223515)
- How to draw incredible optical illusions, Imagine Publishing, USA, 2015,  (ISBN 1-62354-060-7)
- Xtreme Illusions 2, National Geographic Kids, USA, 2015,  (ISBN 978-1-4263-1974-7)
- Super Optical Illusions, Carlton Kids, UK, 2014,  (ISBN 1-78312-085-1)
- Hidden Picture Puzzles, Imagine Publishing, USA, 2014,  (ISBN 1-62354-038-0)
- Optical Illusions: An Eye-Popping Extravaganza of Visual Tricks, Dover Publications, USA, 2014,  (ISBN 0-486-49354-7)
- Impossible Colouring Book: Can You Colour These Amazing Visual Illusions?, Arcturus Publishing, UK, 2014,  (ISBN 1-78212-182-X)
- Make Your Own 3D Illusions - 3D illusions pack: All You Need to Build 50 Great Illusions, Carlton Books, UK, 2014,  (ISBN 1-78097-481-7)
- Impossible Folding Puzzles and Other Mathematical Paradoxes, Dover Publications, USA, 2014,  (ISBN 0-486-49351-2)

### Livres en français
- Illusions d’Optique, Éditions Fleurus, France, 2018,  (ISBN 2215136839)
- Incroyables Illusions d’Optique, Ça m’intéresse, France, 2014,  (ISBN 2810413274)
- 50 Illusions d’Optique 3D, Éditions Ça m’intéresse, France, 2014,  (ISBN 2810412685)
- Illusions - Coloriage Créatif, Éditions Bravo, Canada, 2014,  (ISBN 2896701729)
- Le Cabinet des Illusions d’Optique : 100 Illusions Stupéfiantes, Éditions Fleurus, France, 2013,  (ISBN 2215147407)
- Pliages, découpages et magie, Éditions Pole, France, 2012,  (ISBN 2848841656)
- L’étrange univers des illusions d’optique, Éditions Fleurus, France, 2011,  (ISBN 978 2215 11012 5)
- Nouvelles Illusions d’Optique, France Loisirs, France, 2006,  (ISBN 2744192368)
- L’Almanach du Mathématicien en herbe, Éditions Archimède, France, 2002,  (ISBN 2844690254)
- La Couleur dans tous ses états, Éditions Yva Peyret, France, 1995,  (ISBN 2-8308-0029-X)

### Publications en langue étrangère
- Vertigo: 50 Schwindelerregende Optische Illusionen, Moses Verlag, Allemagne, 2016,  (ISBN 3897779072)
- Optische Täuschungen XXL, Ars Edition, Allemagne, 2016,  (ISBN 3845816007)
- 謎解き錯視 傑作135選 (135 mystérieux énigmes visuels), Sogen-Sha, Japon, 2015,  (ISBN 4422700987)
- Libro para colorear figuras imposibles, Editorial Hispano Europea, Espagne, 2014,  (ISBN 8425521106)
- 3D Optiset Harhat, Readme.fi, Finlande, 2014,  (ISBN 9789522209115)
- Удивительные оптические иллюзии (Fantastiques Illusions), Art-Rodnik, Russie, 2013,  (ISBN 978-5-4449-0048-2)
- Рисуем оптические иллюзии (Comment dessiner des illusions), Art-Rodnik, Russie, 2013,  (ISBN 978-5-4449-0050-5)
- Kiehtovat Optiset Harhat, Kustannusosakeyhtiö Nemo, Finlande, 2013,  (ISBN 978-952-240-195-3)
- Optische Illusionen, Ars Edition, Allemagne, 2013,  (ISBN 3760791301)
- 图中奥秘 : 挑战脑力的错视图 (Etonnantes illusions d'optique), Qingdao Shi, Chine, 2013,  (ISBN 9787543690998)
- 图有玄机 : 挑战眼力的错视图 (Le monde des illusions visuelles), Qingdao Shi, Chine, 2013,  (ISBN 9787543690257)
- De wonderlijke wereld van de optische illusies, Deltas Centrale uitgeverij, Pays-Bas, 2012,  (ISBN 9789044734164)
- Unglaubliche Optische Illusionen, Verlag an der Este, Allemagne, 2012, Artikel-Nr.: 019435
- Spectaculaire Optische Illusies, Uitgeverij Atrium, Pays-Bas, 2011,  (ISBN 9789059473607)
- Ilusiones Opticas, Circulo de Lectores Barcelona, Espagne, 2010,  (ISBN 8467237414)
- Fantasticas ilusiones opticas, Editorial Libsa Sa, Espagne, 2010,  (ISBN 8466221255)
- Optische Täuschungen, Bassermann F., Allemagne, 2009,  (ISBN 380942398X)
- Fantastische Optische Illusionen, Tosa Verlagsgesellschaft, Allemagne, 2008,  (ISBN 3850031926)
- FantaLogica, Edizioni La Meridiana, Italie, 2009,  (ISBN 8861530923)
- Neue Optische Illusionen, Weltbild, Allemagne, 2008,  (ISBN 3828952798)
- 阿基米德视幻觉游戏 (Les jeux d'Archimède), China Friendship Publishing Company, Chine, 2007,  (ISBN 9787505723467)
- 视幻觉 (Illusions d'optique), China Friendship Publishing Company, Chine, 2007,  (ISBN 9787505723047)
- Optische Illusionen, Weltbild, Allemagne, 2006,  (ISBN 3828921264)
- Niewe Optische Illusies, BZZTOH, Pays-Bas, 2006,  (ISBN 9045304732)
- MateMagica, Edizioni La Meridiana, Italie, 2005,  (ISBN 8889197560)